# Мунцень-и-Мане, Федерика
Федери́ка Монтсе́ни (кат. Federica Montseny i Mañé; 12 февраля 1905, Мадрид, Испания — 14 января 1994, Тулуза, Франция) — испанский политик, анархистка, писательница, министр здравоохранения Испании во время социальной революции (первая женщина-министр в Испании), которая произошла в Испании параллельно с Гражданской войной.
Изучала философию в Университете Барселоны. В 1930 году встретилась с анархистом Херминалем Эсглеасом Хауме, который был её мужем до своей смерти в 1981 году в Тулузе. У пары было трое детей.
Монтсени удостоена места в композиции «Этаж наследия».

## Ранние годы
Родители Монтсени были соредакторами журнала анархистов «La Revista Blanca» (1898—1905). Федерика Монтсени была, по её собственным словам, дочерью семейства старых анархистов; её отец был антиавторитарный писатель и пропагандист Хуан Монтсени, а мать Тереса Манье-и-Миравет была анархистской активисткой. В 1912 году её семья вернулась в Каталонию, где позже они основали издательство. Федерика присоединилась к анархистскому профсоюзному объединению НКТ (Confederación Nacional del Trabajo) и писала статьи для анархистских периодических изданий, таких как «Solidaridad Obrera», «Tierra y Libertad» и «Nueva Senda». В 1927 году она присоединилась к Федерации анархистов Иберии (FAI).

## Гражданская война в Испании и министр здравоохранения
Во время гражданской войны в Испании Федерика вступила в республиканское правительство. Она выступала против насилия на республиканской территории, и в ноябре 1936 года Франсиско Ларго Кабальеро назначил её на должность министра здравоохранения. При этом она стала первой женщиной — членом кабинета министров в истории Испании и одной из первых женщин-министров в Западной Европе, и в качестве министра она была нацелена на трансформацию общественного здоровья для удовлетворения потребностей бедных слоев населения и рабочего класса. С этой целью она поддерживает децентрализованные быстрые профилактические программы в области здравоохранения.
Учитывая либертарные традиции её семьи, решение войти в правительство Народного фронта было особенно трудным, хотя вхождение в правительство и поощрялось анархо-синдикалистской НКТ как сотрудничество в рамках единого фронта против фашистской угрозы, исходящей от повстанческих армий Франсиско Франко.

## Изгнание и смерть

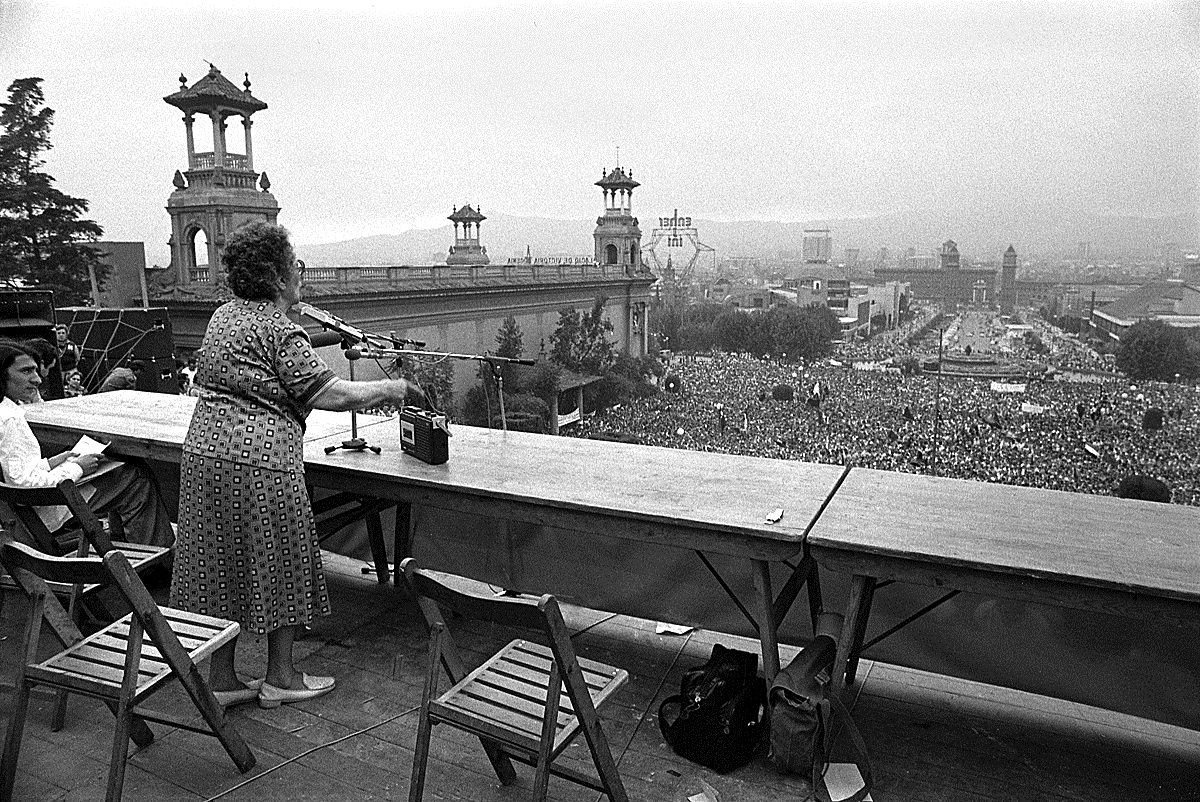
Фредерика Монтсени выступает на историческом митинге НКТ в Барселоне в 1977 году, впервые после 36 лет установления в Испании франкистской диктатуры.

Она переехала во Францию в 1939 году, где написала много книг, по большей части не касавшихся политики. Скончалась 14 февраля 1994
года в Тулузе и похоронена на местном кладбище Cementiri de Rapas.

## Публикации
- Horas trágicas (1921)
- La Victoria. Novela en la que se narran los problemas de orden moral que se le presentan a una mujer de ideas modernas (Barcelona: 1925)
- El hijo de Clara. Segunda parte de «La Victòria» (Barcelona: Impresos Costa, 1927)
- La Indomable (1928)
- La mujer, problema del hombre (1932)
- El anarquismo militante y la realidad española, conferència al Coliseum, Barcelona (Barcelona: Oficina de propaganda, 1937, extracte també publicat a Boletín de Información C.N.T. i F.A.I. del 4 de març 1937, fulls 4-6.)
- Anselmo Lorenzo (1938)
- International Antifascist Solidarity: An Appeal to the Women in America, un fullet de propaganda (Nova York: I.A.S., 1938)
- Cien días de la vida d’una mujer (1949)
- El problema de los sexos (1951)
- El éxodo. Pasión y muerte de los españoles en el exilio (Tolosa de Llenguadoc: Edicions Espoir, 1969)
- Crónicas de la C.N.T. (1974)
- El anarquismo (1974)
- El éxodo anarquista (1977)
- Mis primeros cuarenta años (Esplugues de Llobregat: Plaza & Janés, 1987)